# Łyżwiarstwo szybkie na Zimowych Igrzyskach Olimpijskich 1924 – bieg na 1500 m mężczyzn
Bieg na 1500 metrów mężczyzn w łyżwiarstwie szybkim na Zimowych Igrzyskach Olimpijskich 1924 rozegrano 27 stycznia na torze Stade Olympique de Chamonix. Mistrzem olimpijskim na tym dystansie został Clas Thunberg z Finlandii, ustanawiając jednocześnie pierwszy rekord olimpijski. 

## Wyniki
| Miejsce | Zawodnik               | Państwo           | Czas   |
| ------- | ---------------------- | ----------------- | ------ |
| 01 !    | Clas Thunberg          | Finlandia         | 2:20,8 |
| 02 !    | Roald Larsen           | Norwegia          | 2:22,0 |
| 03 !    | Sigurd Moen            | Norwegia          | 2:25,6 |
| 4       | Julius Skutnabb        | Finlandia         | 2:26,6 |
| 5       | Harald Strøm           | Norwegia          | 2:29,0 |
| 6       | Oskar Olsen            | Norwegia          | 2:29,2 |
| 7       | Harry Kaskey           | Stany Zjednoczone | 2:29,8 |
| 8       | Charles Jewtraw        | Stany Zjednoczone | 2:31,6 |
| 8       | Joe Moore              | Stany Zjednoczone | 2:31,6 |
| 10      | Alberts Rumba          | Łotwa             | 2:32,0 |
| 11      | Charles Gorman         | Kanada            | 2:35,4 |
| 12      | Bill Steinmetz         | Stany Zjednoczone | 2:36,0 |
| 13      | Axel Blomqvist         | Szwecja           | 2:36,4 |
| 14      | Léon Quaglia           | Francja           | 2:37,0 |
| 15      | Leon Jucewicz          | Polska            | 2:42,6 |
| 16      | André Gegout           | Francja           | 2:54,4 |
| 17      | Gaston Van Hazebroeck  | Belgia            | 2:54,8 |
| 18      | Georges de Wilde       | Francja           | 2:55,0 |
| 19      | Louis De Ridder        | Belgia            | 3:01,8 |
| 20      | Philippe Van Volckxsom | Belgia            | 3:14,6 |
| 21      | Marcel Moens           | Belgia            | 3:16,8 |
| -       | Asser Wallenius        | Finlandia         | DNF    |